# Grand dodécaèdre étoilé tronqué
En géométrie, le grand dodécaèdre étoilé tronqué est un polyèdre uniforme non-convexe, indexé sous le nom U66.
Il partage ses sommets avec le petit icosicosidodécaèdre.

## Coordonnées cartésiennes
Les coordonnées cartésiennes pour les sommets d'un grand dodécaèdre étoilé tronqué sont toutes les permutations paires de
(0, ±τ, ±(2−1/τ))
(±τ, ±1/τ, ±2/τ)
(±1/τ2, ±1/τ, ±2)
où τ = (1+√5)/2 est le nombre d'or (quelquefois écrit φ).